# Фара Вичентино
Фа̀ра Вичентѝно (на италиански: Fara Vicentino; на венециански: Fara, Фара) е малко градче и община в Северна Италия, провинция Виченца, регион Венето. Разположено е на 202 m надморска височина. Населението на общината е 3852 души (към 2015 г.).